# 1987年7月23日首都圏大停電
1987年7月23日首都圏大停電（1987ねん7がつ23にちしゅとけんだいていでん）は、1987年（昭和62年）7月23日午後に、日本の首都圏で発生した、大規模な停電である。東京都などの6都県の280万戸（供給支障電力816.8万kW）で電力供給が停止し、大規模停電となった。

## 概要
猛暑による需要の急増と無効電力供給力不足による電圧低下が原因となった。猛暑による電力需要の伸びに伴って、無効電力も急速に伸び、電力会社では変電所に設置されている電力用コンデンサを次々と投入し、無効電力の抑制を行った。
午後1時07分には、電力用コンデンサの全量を投入したが、無効電力の伸びに追いつかず、基幹系統の変電所の母線電圧が低下し（50万V母線で37万 - 39万Vであったという）、UVR（不足電圧リレー）が作動した。
1987年（昭和62年）7月23日の午後1時19分頃に、基幹系の変電所が停電となり、配下の変電所が停電した（関東中央部：豊島・京北・北東京・多摩・上尾・池上変電所、関東南西部：笹目・北相模・新秦野・新富士変電所で、停電が発生）。また、基幹系変電所のリレー動作で負荷が急減したため、発電機の回転速度が増加し、商用電源周波数上昇が発生したため、川崎火力発電所6号機や鹿島火力発電所4号機と6号機の発電機OFR（周波数上昇リレー）が動作し、電源が脱落した。
停電地域は最大で東京都区内北部・南部、埼玉県南部、神奈川県西部、静岡県東部、山梨県南部、千葉県北部に及んだ。東京23区内では午後1時36分には復旧したが、関東全域で完全復旧したのは午後4時40分であった。
脱落した電源は、鹿島6号機は停電発生後約1時間20分、鹿島4号機は約1時間半、川崎6号機は約1時間50分で再並列した。

## 影響
東北新幹線・上越新幹線・東海道新幹線、各在来線、都営地下鉄、私鉄各線で運休や遅れが発生した。また信号機の停止やエレベーターでの閉じ込めも発生した。国会議事堂のある千代田区永田町でも停電が起き、予算委員会の開催ができなくなった。

## 原因
無効電力の急増に対して電力用コンデンサの投入で対処したが、全量を投入したにもかかわらず、無効電力需要に対応できなかったため、P-V曲線上の動作点が不安定解の領域に遷移し、電圧崩壊（系統全体で電圧を維持できない状態）に至った事が原因。
インバータエアコンが、電圧が低下しても冷房機能を落とさないように制御するため、電圧が低下した分電流が増加し、さらに電圧低下を招くという悪循環があったと言われている。
通常の停電と違い、短絡・地絡などの電気事故が引き金ではない事が特徴的である。停電事故の最大要因は、電力系統で重負荷に発生する無効電力発生の予測を誤り、電力用コンデンサーの増設を怠ったことにある。

## 再発防止策
- 負荷の急増に追従出来る電源（揚水発電所）を用意
- 無効電力急増対策として、RC（同期調相機）、SVC（静止形無効電力補償装置）の設置
- 電力用コンデンサの増設
- 設備の運用では、基幹系統の電圧高め運用（基幹系の母線電圧を公称電圧の+5%程度まで引き上げる・発電機の端子電圧を+3%程度まで引き上げる）
- オンラインで電力需要を計測した結果から需要予測計算を行い発電機の制御や変圧器のタップ制御を行う